# Mario Regueiro
Mario Regueiro, vollständiger Name Mario Ignacio Regueiro Pintos, (* 14. September 1978 in Montevideo) ist ein ehemaliger uruguayischer Fußballspieler.

## Karriere

### Verein
Regueiro begann seine Karriere beim uruguayischen Erstligisten Club Atlético Cerro aus dem montevideanischen Barrio Villa del Cerro. Dort spielte er von 1996 bis 1998. 1998 wechselte er zu Nacional Montevideo. Bei den "Bolsos" spielte er bis ins Jahr 2000. In jenem Jahr gehörte er der Mannschaft an, die den Landesmeistertitel gewann. Sodann wechselte er nach Spanien zu Racing Santander. Dort debütierte er am 4. Februar 2001 in der Primera División, als er im Spiel gegen Deportivo La Coruña in der 60. Spielminute für Olof Mellberg eingewechselt wurde. Bis zum Saisonende wurde er insgesamt 17-mal in der Liga eingesetzt und erzielte vier Tore. Zudem lief er einmal in der Copa del Rey auf. Am Saisonende stieg sein Verein in die Zweitklassigkeit ab. In der Zweitligasaison 2001/02 trug er mit 27 Einsätzen in der Segunda División und einem Tor zum direkten Wiederaufstieg bei. Auch in den drei nachfolgenden Erstligaspielzeiten war er beim Klub aus Santander aktiv und bestritt 97 Erstligabegegnungen, in denen er insgesamt 17-mal ins gegnerische Tor traf (2002/03: 32 Spiele / 5 Tore; 2003/04: 33/4; 2005/05: 32/8). Sein weiterer Karriereweg führt 2005 zum FC Valencia. Sein Debüt beim neuen Arbeitgeber feierte er am 24. September 2005 im Erstligaspiel gegen Real Sociedad San Sebastián. In der Spielzeit 2005/06 sind insgesamt 24 Ligaeinsätze mit drei Toren für ihn verzeichnet. In der Saison 2006/07 kamen neben sechs Champions-League- und zwei Copa-del-Rey-Spielen lediglich sechs absolvierte Erstligabegegnungen (kein Tor) hinzu, wobei er im gesamten Kalenderjahr 2007 einzig am 38. Spieltag der Saison auflief. Gegner war auch bei seiner letzten Wettbewerbsaktivität für seinen Klub Real Sociedad San Sebastian. In der Saison 2007/08 werden 23 Erstligaspiele (ein Tor) Regueiros für den Aufsteiger Real Murcia geführt. Auch mit diesem Klub stieg er am Saisonende ab. An Murcia war er seitens des FC Valencia ausgeliehen worden.
Nachdem er nach Saisonende zunächst bei Nacional Montevideo mittrainiert und sich fit gehalten hatte, wurde er im August 2008 an Aris Saloniki ausgeliehen. Dort soll er bei 23 Einsätzen drei Tore erzielt haben.
Mindestens in der Saison 2009/10 stand er in Reihen Nacional Montevideos. Bei den Bolsos wurde er in jener Spielzeit 22-mal in der Primera División eingesetzt (Apertura: 10 Spiele / 2 Tore; Clausura: 12/4) und traf sechsmal ins gegnerische Tor. Auch in acht Begegnungen der Copa Libertadores zeigte er sich fünfmal treffsicher. Weiter werden drei Spiele (zwei Tore) in der Liguilla Pre Libertadores 2009 für ihn geführt. Regueiro spielte seit der Apertura 2010 für den argentinischen Verein CA Lanús. Dort absolvierte er bis 2013 95 Ligaspiele, in denen er 23 Treffer erzielte. Überdies stehen sieben Partien in der Copa Libertadores für ihn zu Buche. Hierbei schoss er vier Tore. Sodann schloss er sich im Juli 2013 auf Leihbasis dem Racing Club de Avellaneda an, für den er bis zu seinem letzten Einsatz am 6. Oktober 2013 acht Ligaspiele bestritt.
Ungefähr zu jener Zeit erreichte eine familiäre Tragödie Regueiros ihren Höhepunkt, die ihn in Depressionen und eine Lebenskrise verfallen ließ und letztlich veranlasste, seinen Vertrag beim Racing Club aufzulösen. Nachdem bereits im Oktober 2011 seine zwei 18 Jahre und 19 Jahre alten Neffen offensichtlich im Zuge einer Abrechnung im kriminellen Milieu erschossen wurden, kam im Januar 2013 die kleine Tochter seiner Schwester bei einem Verkehrsunfall ums Leben. Seine 43-jährige Schwester, die dieses Schicksal nicht verkraftete, nahm sich daraufhin im August 2013 das Leben. Nachdem er in seine Heimat zurückgekehrt war, schloss er sich zum Jahresbeginn 2014 Defensor Sporting an und setzt seine Karriere nun doch fort. Dort absolvierte er in der Clausura 2014 vier Partien in der Primera División und erzielte einen Treffer. In der Liga belegte er mit Defensor in der Saison 2013/14 lediglich den elften Rang. Allerdings stieß er mit dem Klub bis ins Halbfinale der Copa Libertadores 2014 vor. In diesem Wettbewerb kam er in einer Begegnung zum Einsatz. Zur Apertura 2014 schloss er sich erneut dem Club Atlético Cerro an, bei dem er seine Karriere begonnen hatte. Nach 23 Erstligaeinsätzen und neun Toren in der Saison 2014/15 beendete er anschließend endgültig seine aktive Karriere und war seither für Cerro als sportlicher Berater tätig. Von diesem Amt trat er bereits am 13. August 2015 aufgrund von Differenzen mit der Vereinsführung zurück.

### Nationalmannschaft
Regueiro nahm mit der uruguayischen U-20-Auswahl an der U-20-Südamerikameisterschaft 1997 teil und belegte mit der Mannschaft den vierten Rang. Im Verlaufe des Turniers wurde er von Trainer Víctor Púa viermal (kein Tor) eingesetzt. Im selben Jahr wurde er bei der Junioren-Weltmeisterschaft Vize-Weltmeister mit Uruguay.
In der uruguayischen A-Nationalnationalmannschaft debütierte er unter Nationaltrainer Daniel Passarella am 8. Oktober 2000 bei der 1:2-Auswärtsniederlage in der WM-Qualifikationspartie gegen Argentinien, als er in der 65. Spielminute für Gabriel Cedrés eingewechselt wurde. Bis zu seinem letzten Einsatz für die Celeste am 14. Oktober 2007 bestritt er 29 Einsätze für das A-Nationalteam. Dabei erzielte er einen Treffer. Er nahm mit Uruguay an der WM 2002 teil.

## Erfolge
- Uruguayischer Meister: 1998, 2000
- U20-Vizeweltmeister: 1997